# Texas Chainsaw 3D
Texas Chainsaw 3D är en amerikansk slasherfilm som hade biopremiär i USA den 4 januari 2013, regisserad av John Luessenhop och skriven av Debra Sullivan samt Adam Marcus. Det är den sjunde filmen i The Texas Chainsaw Massacre-filmserien och utgavs i 3D. Skådespelare är Alexandra Daddario, Dan Yeager, Tremaine Neverson, Tania Raymonde, Thom Barry, Paul Rae och Bill Moseley. Filmen är en uppföljare till originalfilmen från 1974, och kretsar kring Heather, som får veta att hon just ärvt ett gods i Texas efter en farmor hon inte visste fanns. Hon tar därefter en långresa med sina vänner för att utforska sina rötter och sitt arvegods närmare, ovetandes om att det även inkluderar hennes kusin, Leatherface. Inspelningen började i juli 2011. Texas Chainsaw 3D släpptes på bio den 4 januari 2013 i USA, och hade premiär i Sverige den 1 februari.

## Handling
Texas Chainsaw 3D tar vid där Tobe Hoopers skräckfilmsklassiker fick sitt våldsamma slut i staden Newt, Texas. Efter att flera människor spårlöst försvunnit pekades den udda Sawyer-familjen ut som misstänkta förövare. Farhågorna besannades en het sommardag när en ung kvinna lyckades fly sin fångenskap efter att ha bevittnat de brutala morden på fyra av hennes vänner. Ryktet om det som inträffat spreds snabbt och en hämndlysten mobb brände ned  Sawyers hus till grunden och utplånade hela familjen, eller det var åtminstone vad man trodde.
Årtionden senare och långt därifrån får en ung kvinna vid namn Heather veta att hon just ärvt ett gods i Texas efter en farmor hon inte visste fanns. Hon bestämmer sig för att ta med några vänner på en roadtrip för att utforska sina rötter och sitt arvegods närmare. Till sin förvåning upptäcker hon att hon har hon blivit ägare till en pampig viktoriansk villa, än så länge lyckligt omedveten att hennes kusin, Leatherface, döljer sig i husets källare.

## Rollista
- Alexandra Daddario som Heather Miller: Filmen följer Heather, som reser genom Texas tillsammans med sin pojkvän Ryan för att ta del av ett arvegods, som innefattar hennes kusin Leatherface.[8][9]

- Dan Yeager som Leatherface: Luessenhop angav att han valde Yeager eftersom fick en "hotfull" känsla av att bevittna Yeager med sina 198 cm, "bondpojksarmar" och "ruvande panna" stå "tyst och upplyst". Han berättade att han inte kunde tänka sig någon annan skådespelare efter det.[8] Sam McKinzie gestaltar en ung Leatherface.

- Tremaine "Trey Songz" Neverson som Ryan: Heathers pojkvän, som följer med henne på sin resa genom Texas. Detta är Tremaines första filmroll.[8]

- Scott Eastwood som Deputy Carl Hartman: Stadens biträdande sheriff och Burts son.[8][10]

- Tania Raymonde som Nikki: Hon beskrivs som en "småstadstjej med en attityd", och är Heathers bästa vän.[11]

- Shaun Sipos som Darryl: En liftare som får åka med Heather och hennes vänner; Darryl "vet mer än han avslöjar."[8]

- Keram Malicki-Sánchez som Kenny: Ryans vän[8]

- Thom Barry som Sheriff Hooper: Stadens sheriff[8]

- Paul Rae som Mayor Burt Hartman: Staden borgmästare och Carls far.[8]

- Richard Riehle som Farnsworth: Sawyer-familjens advokat.[8]

- Bill Moseley som Drayton Sawyer: Moseley spelar rollen i stället för Jim Siedow, som gestaltade Drayton i originalfilmen från 1974 och dess uppföljare, som avled under 2003. Regissören Luessenhop valde Moseley då han kände att han kunde skildra samma "essens" som Siedow gav karaktären.[12] Mosely gestaltade tidigare Chop Top Sawyer i The Texas Chainsaw Massacre 2.

- Marilyn Burns som Verna Carson: Burns gestaltade Sally Hardesty i 1974 års Motorsågsmassakern.[8]

- John Dugan som Grandpa Sawyer: Dugan repriserar sin roll som "Grandpa" från 1974-årsfilmen.[8]

- Gunnar Hansen som Boss Sawyer: Hansen gestaltade senast Leatherface i originalfilmen.[8][11]

## Produktion
I januari 2007, på frågan ifall en tredje film som fortsatte handlingen från 2006 års prequel, The Texas Chainsaw Massacre: The Beginning, var i produktion, berättade producenten Bradley Fuller att Platinum Dunes inte hade några planer på att fortsätta filmsserien. I oktober 2009 lyckades Carl Mazzocone, dåvarande produktionschef för Twisted Pictures att skriva ett avtal med upphovsrättsinnehavarna till The Texas Chainsaw Massacre, Bob Kuhn and Kim Henkel, efter att förhandlingarna med Platinum Dunes föll isär. Avtalet sträcker sig över flera filmer. Carl Mazzocone kommer ensam att producera Texas Chainsaw 3D, med Avi Lerner och Mark Burg som exekutiva producenter. Filmen skrevs av Debra Sullivan och Adam Marcus, med hjälp av Kirsten Elms och John Luessenhop. Luessenhop kommer även att agera regissör.
Filmen gick in i förproduktion i juni 2011. Inspelningen började sent i juli 2011 vid Millennium Studios i Shreveport, Louisiana. Sent i augusti flyttade produktionen till Mansfield, Louisiana vid domstolsbyggnaden samt stadens polisstation.
Texas Chainsaw 3D släpptes den 4 januari 2013. Lionsgate Entertainment har distributionsrättigheterna i USA, medan Nu Image kommer att sköta den internationella marknaden som kommer att påbörjas på Filmfestivalen i Cannes i Frankrike. Den 1 februari 2013 hade filmen biopremiär i Sverige.